# Daltonizm rasowy
Daltonizm rasowy (inaczej rasowa ślepota barw, ang. Racial color blindness) – termin, który został użyty przez sędziów Sądu Najwyższego Stanów Zjednoczonych w opiniach odnoszących się do równości rasowej i sprawiedliwości społecznej, w szczególności w edukacji publicznej. Metaforycznie odnosi się do medycznego zjawiska ślepoty barw. 
Daltonizm rasowy jest definiowany jako ideologia, której podstawą jest przekonanie, że kolor skóry lub pochodzenie etniczne jednostki nie powinny wpływać na to, jak traktowana jest w społeczeństwie, że kolor skóry nie ma znaczenia w zarządzaniu relacjami międzyludzkimi. Ideologia rasowa daltonistów składa się z dwóch powiązanych ze sobą przekonań: 1) unikania kolorów – zaprzeczania różnicom rasowym poprzez podkreślanie jednakowości doświadczeń, 2) uchylania się od władzy – zaprzeczania istnienia rasizmu poprzez podkreślanie równych szans. Według tej ideologii najlepszym sposobem na zakończenie dyskryminacji jest traktowanie jednostek tak równo, jak to tylko możliwe, bez względu na rasę, kulturę lub pochodzenie etniczne. 

## W opiniachSądu Najwyższego Stanów Zjednoczonych
W votum separatum w sprawie Plessy v. Ferguson (1896) sędzia John Marshall Harlan napisał: Nasza Konstytucja jest ślepa na kolory i nie zna ani nie toleruje klas wśród obywateli. W odniesieniu do praw obywatelskich wszyscy obywatele są równi wobec prawa. Najskromniejszy jest rówieśnikiem najpotężniejszego. Prawo traktuje człowieka jako człowieka i nie bierze pod uwagę jego otoczenia ani koloru skóry, gdy w grę wchodzą jego prawa obywatelskie gwarantowane przez najwyższe prawo kraju”. Jego opinia nie była popieraną przez większość, jako że wówczas segregacja rasowa była legalna w imię idei, że „odrębne, ale równe” traktowanie ludzi było konstytucyjnie dopuszczalne.
Termin daltonizmu rasowego pojawił się w opiniach Sądu Najwyższego Stanów Zjednoczonych dotyczących akcji afirmatywnej, w opiniach, które wspierają uwzględnianie rasy przy ocenie praw i ich skutków:
- w zgodnej opinii Regents v. Bakke (1978) sędziowie William J. Brennan Jr., Byron White, Thurgood Marshall i Harry Blackmun sprzeciwili się określeniu bycia ślepym na kolor skóry, pisząc, że nie możemy (...) rasowej ślepocie barw stać się krótkowzrocznością maskującą rzeczywistość, w której wielu „stworzonych równymi” było traktowanych za naszego życia jako gorsi zarówno przez prawo, jak i przez swoich współobywateli[2].
- w votum separatum w sprawie Gratz vs. Bollinger (2003) sędzina Ruth Bader Ginsburg zacytowała decyzję 5. Okręgu z 1966: Konstytucja jest zarówno ślepa na kolory, jak i świadoma kolorów. Aby uniknąć konfliktu z klauzulą równej ochrony, klasyfikacja, która odmawia korzyści, powoduje szkodę lub nakłada ciężar, nie może opierać się na rasie. W tym sensie Konstytucja jest ślepa na kolory. Ale Konstytucja jest świadoma kolorów, aby zapobiec utrwalaniu się dyskryminacji i cofnąć skutki dyskryminacji z przeszłości[3].
- w zbieżnej opinii w sprawie PICS vs. Seattle (2007) sędzia Clarence Thomas napisał: Konstytucja dla daltonistów nie zabrania rządowi podejmowania działań w celu zaradzenia dyskryminacji sponsorowanej przez państwo w przeszłości – w rzeczywistości wymaga, aby takie środki zostały podjęte w pewnych okolicznościach[4].

## Krytyka
Krytycy daltonizmu rasowego podkreślają, że osoba decydująca się nie zwracać uwagi na kolor skóry bądź pochodzenie etniczne innych grup społecznych, ignoruje także inne elementy ich tożsamości, takie jak różnice rasowe, nierówności, historię przemocy i traumę utrwalaną w klasowym społeczeństwie. W 1997 Leslie G. Carr wydał publikację Color-Blind Racism, w którym dokonał przeglądu historii rasistowskich ideologii w Ameryce. Postrzegał „daltonizm” jako ideologię podważającą prawne i polityczne podstawy integracji i akcji afirmatywnej, czyli polityki społecznej mającej na celu wyrównanie szans edukacyjnych i zawodowych mniejszości. Stephanie M. Wildman w książce Privilege Revealed: How Invisible Preference Undermines America twierdzi, że wielu Amerykanów, którzy opowiadają się za światopoglądem opartym na zasługach, a wolnym od koloru skóry, zaprzecza systemowi przywilejów, z których sami czerpią korzyści. Wskazuje, że wielu białych Amerykanów polega na społecznym, a czasem nawet finansowym dziedzictwie poprzednich pokoleń, tymczasem mało prawdopodobne, aby to dziedzictwo nastąpiło, gdyby ich przodkowie padali ofiarą niewolnictwa i marginalizacji. W 2010 Michelle Alexander wydała książkę The New Jim Crow: Mass Incarceration in the Age of Colorblindness, która wskazuje, w jaki sposób nową formą rasizmu stało się masowe umieszczanie w więzieniach ludzi czarnych za przewinienia, które nie doprowadziłyby do skazania białych. 
Nowe dowody oparte na badaniach psychologicznych podają w wątpliwość korzyści płynące z daltonizmu rasowego. Według naukowców interpersonalne kodowanie koloru skóry następuje szybko. Człowiek potrafi rozróżnić go w mniej niż 1/7 sekundy i nabywa tę umiejętność już w wieku 6 miesięcy. Osoby wystawione na argumenty promujące daltonizm rasowy wykazują w badaniach większy stopień zarówno jawnych, jak i ukrytych uprzedzeń rasowych. Ideologia może nie tylko zakłócać płynne interakcje między osobami o różnym kolorze skóry, ale może również ułatwiać – i być wykorzystywana do usprawiedliwiania – urazów z przeszłości. 
Podejście zgodne z daltonizmem rasowym może być oparte na dobrych intencjach, a wywołać niezamierzony skutek w postaci ignorowania i lekceważenia rzucających się w oczy różnic fizycznych między ludźmi oraz problemów społecznych, które są efektem nierównego traktowania ludzi ze względu na te cechy. Ponieważ kolor skóry jest ważnym aspektem życia i identyfikacji osób niebiałych, postawa rasowego daltonizmu może prowadzić do ignorowania, zaprzeczania i braku walki z rasizmem. 